# Pašilaičiai
Pašilaičiai seniūnija (litauisk: Pašilaičių seniūnija) er en bydel i udkanten af Vilnius, beliggende på højre side af Neris.
Pasilaiciai seniūnija består af kvartererne: Gineitiškės, Pašilaičiai, Pavilionys og Tarandė.

## Galleri
Tekst mangler, hjælp os med at skrive teksten